# Euodynerus macswaini
Euodynerus macswaini är en stekelart som först beskrevs av Richard Mitchell Bohart 1948.  Euodynerus macswaini ingår i släktet kamgetingar, och familjen Eumenidae. Inga underarter finns listade i Catalogue of Life.